# 羅蘭多·比安奇
羅蘭多·比安奇（義大利語：Rolando Bianchi；1983年2月15日—）是一位意大利足球運動員。在場上的位置是前鋒。他現在效力於意大利足球甲級聯賽球隊亞特蘭大足球俱樂部。他之前曾效力於都靈。